# Danielle Tyler
Danielle Tyler, född den 23 oktober 1974, är en amerikansk softbollspelare.
Hon tog OS-guld i samband med de olympiska softboll-turneringarna 1996 i Atlanta.